# Фронтові подруги
«Фронтові подруги» (рос. Фронтовые подруги) — радянський художній фільм, знятий Віктором Ейсимонтом на кіностудії «Ленфільм». Картина, що розповідає про роботу прифронтового госпіталю під час радянсько-фінської війни, вийшла на екрани в травні 1941 року, через що не встигла отримати масові перегляди. Проте стрічка мала ряд відгуків у пресі; учасники знімальної групи (режисер, оператор, автори сценарію, виконавиця головної ролі) були удостоєні Сталінської премії другого ступеня (1942). Для Сергія Михалкова робота над сценарієм «фронтових подруг» стала кінодебютом. У 1943 році в США був знятий ремейк фільму — «Три російські дівчини».

## Сюжет
У будівлі міського комітету Червоного Хреста шумно й багатолюдно: йде запис добровольців у загін медсестер, яким належить працювати в прифронтовому госпіталі. Хтось із дівчат-дружинниць зізнається, що боїться стрільби і крові; хтось, діставши відмову через занадто юний вік, лається з реєстратором і погрожує написати Ворошилову. Командир загону Наташа Матвєєва (Зоя Федорова) відчуває себе впевнено. Вона йде в добровольці усвідомлено, щоб бути ближче до нареченого — лейтенанта Сергія Коровіна (Андрій Абрикосов). Зустріч з ним відбувається наступного ранку на вокзалі; прощаючись, молоді люди обіцяють писати одне одному при першій можливості. Коли медсестри — спочатку поїздом, потім на вантажівці — добираються до потрібного місця, з'ясовується, що госпіталю як такого поки немає. Військовий лікар, що зустрічає дружинниць, дає завдання: необхідно привести в порядок занедбаний будинок, принести води, приготувати місце для ночівлі. Незабаром починають надходити поранені. Через кілька днів лікар повідомляє Наташі, що в палаті для важких хворих лежить розвідник Андрій Морозов (Борис Блінов), що потребує особливого догляду з постійними чергуваннями. Наташа бере героя, про якого навіть у газетах писали, під особливу опіку. Вона довго розмовляє з ним, читає вголос уривки з «Війни і миру», співає задушевні пісні під гітару. Похмурий, небалакучий Морозов поступово починає відтавати; стає зрозуміло, що Наташа для нього — не тільки медсестра. Сама ж героїня навідріз відмовляється визнавати, що відчуває до пораненого розвідника щось інше, крім сестринського милосердя: і собі, і подругам вона повторює, що в неї є наречений, який служить десь неподалік. Дівчина ще не знає, що скоро сама опиниться в госпітальній палаті й буде чекати від Морозова такої самої підтримки.

## У ролях
- Зоя Федорова — Наташа Матвєєва, командир загону
- Андрій Абрикосов — Сергій Коровін, лейтенант
- Борис Блінов — Андрій Морозов, розвідник
- Юрій Толубєєв — Брагінський
- Костянтин Адашевський — військовий лікар
- Володимир Абрамов — Тришин, водій
- Тамара Альошина — Зіна Маслова
- Манефа Соболевська — Тамара Козлова
- Ольга Федоріна — Чижик
- Катерина Мелентьєва — Шура

## Знімальна група
- Режисер — Віктор Ейсимонт
- Сценаристи — Сергій Михалков, Михайло Розенберг
- Оператор — Володимир Рапопорт
- Композитор — Віссаріон Шебалін
- Художник — Федір Бернштам
- Звукооператор — Олександр Островський